# Малатестино I Малатеста
Вижте пояснителната страница за други личности с името Малатеста Малатеста.
Малатестино I Малатеста, наречен дел Окио („Окото“) или Гуерчо („Едноокият“) (на италиански: Malatestino I Malatesta, dell'Occhio o il Guercio; * ок. 1254, Римини, Папска държава; † 14 октомври 1317, Римини, Папска държава) е италиански кондотиер, господар на Римини от 1312 г. до смъртта си от династията Малатеста.

## Произход
Той е най-възрастният син на Малатеста да Верукио († 1312), господар, подест на Римини, и на първата си съпруга Конкордия дей Пандолфини. Има трима братя и една сестра:
- Ренгарда (пр. † 1312)
- Джовани „Джанчото“ (* 1240, † 1304), кондотиер, господар на Пезаро (1294 – 1304), съпруг на Франческа да Римини и на Дзамбадзина дей Дзамбази от Фаенца
- Паоло Красивият (* ок. 1246; † 1285) политик и дипломат, съпруг на Орабила Беатриче, графиня на Гиаджоло
- Рамберто († 1298), религиозно лице

От втория брак на баща си има две природени сестри и един природен брат – Пандолфо I (* ок. 1267, † 1326), кондотиер, господар на Римини (1317 – 1326) и на Пезаро (1304 – 1306, 1320 – 1326), съпруг на Тадеа от Римини.

## Биография
Става господар на Римини след смъртта на баща си през 1312 г. Той е брат на Джанчото Малатеста и Паоло Малатеста, увековечени от Данте Алигиери в епизода с Паоло и Франческа в „Ад“. Получава прякора Окото или Едноокия поради факта, че е загубил едното си око.
Малатестино е споменат и от Данте в „Ад“ като тиранин заедно с баща си по време на обща реч за ситуацията в Романя („Ад“, Песен XXVII, стих. 46 – 48); той също се самоосъжда като отговорен за убийството на Гуидо дел Касеро и Анджолело да Кариняно („Ад“, Песен XXVIII, стих. 76 – 84), според поета двамата най-добри от Фано, брутално убити чрез удавяне в торби с олово.

### Военни подвизи
Малатестино I участва в гражданските войни, които заразяват Романя и през 1288 г. от Пиетро Стефанески, папски провост, е обявен за бунтовник и отстранен от всички публични длъжности. Малатестино, когато жителите на Римини гонят баща му, се присъединява към граф на Романя и в последвалата битка за завръщането му в родината той се оказва смел. Той завладява различни замъци, разграбва Лаудиторио и окупира Монтескудоло. Обсаден от жителите на Римини, той се защитава героично, но през октомври 1288 г. трябва да предаде Монтескудоло; той е арестуван и отведен с всичките си хора в затворите на Римини. Бяга през 1289 г. и се втурва в защита на Стефано Колона-старши, когато беше нападнат от жителите на Римини.
Избран е за подест на Чезена по време на въстанието в Романя срещу Църквата. След като напуска тази служба, той сам е назначен за кмет на Бертиноро (по това време седалището на епископа) и се премества с хората си срещу Чезена, за да принуди епископ Гуиди да подаде оставка.
През 1294 г. той се бие срещу граф Гуидо да Монтефелтро и достига стените на Урбино победоносно, но скоро трябва да вдигне обсадата и също така губи Пезаро. На следващата година той е принуден да напусне кметството на Чезена, тъй като се противопоставя на Архиепископа на Монреале. Той играе важна роля в борбата през същата година срещу гибелините от Римини. Изглежда, че той е съветникът на измамите, който принуждава рода Парчитади да остави оръжието си. Той е виновен за доста престъпления.
През 1296 г. е избран за капитан на болонските гвелфи, воюващи срещу маркиза на Ферара. Въпреки това участва в покушение срещу Форли, по време на което е пленен от Скарпета Орделафи. Начело на Болонезе той се насочва срещу Ацо д'Есте, от когото отнема със сила замъка Базано.
През 1303 г., като капитан на народа на Флоренция, той повежда флорентинците срещу изгнаниците, командвани от Скарпета, и ги побеждава при Муджело. Той се опитва да превземе Пистоя, но не успява и затова за отмъщение опустоши провинцията, завръщайки се във Флоренция с много богата плячка.
През 1306 г. кани Анджолело да Кариняно и Гуидо дел Касеро – могъщи лидери на Фано, в Католика, под претекста да сключи мир между тях. Вместо това той ги убива и хвърля телата в морето, затворени в чувал. С това престъпление той печели Пандолфо – подест на Фано, откъдето обаче скоро е изгонен. През 1307 г. той се бие срещу Федерико да Монтефелтро, когото иска да попречи да донесе помощ на кардинал Наполеон Орсини, който е обсаден в Арецо от флорентинците. Малатестино получава най-лошото и наистина, отивайки да обсажда Бертиноро, е нападнат и победен от Скарпета Орделафи. Той също е във война срещу венецианците, за да ги изгони от Ферара, но градът трябва да премине под венецианско управление.
Противопоставен на Гулиелмо Малатеста, граф на Соляно, който е гибелин, Малатестино се премества да го обсади в Соляно и през 1312 г. окупира замъка и го разрушава, но пощадява живота на Гулиелмо. През същата година той наследява баща си в господството на Римини. През 1314 г. Чезена му се подчинява, а след това и Форли, с помощта на краля на Неапол. През 1316 г., след като Форли се разбунтува, той го обсажда. Много други военни събития го играят като главен герой до 1317 г. – годината, в която той умира.

## Брак и потомство
Има двама сина:
- Ферантино (* 1258; † 12 ноември 1353, Римини), кондотиер, господар на Римини (1326 – 1330 и 1334 – 1335); ∞ за Белуча Балигани от Йези, от която има двама сина
- Джовани III († 1375), ∞ за Виоланта Дела Фаджола, от която има девет сина и една дъщеря